# Carl Friedrich Bessel
Carl Friedrich Bessel (* 5. März 1779 in Berlin; † 1837 ebenda) war ein deutscher Theaterschauspieler.

## Leben und Wirken
Er war der Sohn des Berliner Theaterschauspielers Johann Friedrich Bessel und trat beruflich in die Fußstapfen des Vaters. Nach dem Schulbesuch nahm er eine Schauspielausbildung auf und erhielt 1794 seine erste Anstellung am Nationaltheater in Berlin. Gesundheitliche Gründe zwangen ihn 1826 zum Ende seiner Karriere als Schauspieler. Er starb vier Jahre nach seinem Vater.